# 間島兵事区
間島兵事区（ましまへいじく）は、満州国に設置された大日本帝国陸軍の兵事区の一つ。間島省を管轄領域とし、間島陸軍兵事部が置かれ徴兵・召集等兵事事務を所掌した。

## 概要
1943年（昭和18年）、陸軍管区表の改正で関東軍管区の下に間島省を管轄する間島兵事区が設置された。

## 間島陸軍兵事部長
| 代             | 氏名           | 階級           | 在任期間       | 出典           |
| 間島兵事部部長 | 間島兵事部部長 | 間島兵事部部長 | 間島兵事部部長 | 間島兵事部部長 |
| -------------- | -------------- | -------------- | -------------- | -------------- |
|                | 片山敬吉       | 大佐           | 1943.8.2 -     | [ 3 ] [ 4 ]    |